# Hit Your Heart
『Hit Your Heart』（ヒット ユアー ハート）は、2010年5月19日に発売された韓国の歌手グループ・4minuteの2枚目のミニアルバム。発売元はMnet Media。

## 収録内容

### CD
1. Who's Next? (Feat. 비스트) 1分57秒
作詞 作曲 シンサドンホレンギ
2. HUH 3分48秒
作詞 シンサドンホレンギ 作曲 シンサドンホレンギ、ヨン・ジュンヒョン
3. Invitation  3分22秒
作詞 シンサドンホレンギ 作曲 シンサドンホレンギ、イム・サンヒョク
4. I My Me Mine 3分26秒
作詞 シンサドンホレンギ 作曲 シンサドンホレンギ、イ・サンホ
5. Bababa   3分27秒
作詞 作曲キム・キボム、カン・ジウォン
6. Highlight   3分18秒
作詞 作曲キム・キボム、カン・ジウォン
7. 平然と当たり前のように (태연하게 당연하게)  4分01秒
作詞 キム・キボム、カン・ジウォン 作曲 キム・キボム